# Орьнек. Кримськотатарський орнамент (монета)
О́рьнек. Кримськотата́рський орна́мент — пам'ятна монета України присвячена орнаменту кримськотатарської культури — Орьнеку.
Презентація монети відбулась з нагоди 70-річчя членства України в ЮНЕСКО. Презентував монету заступник Голови Національного банку України Олексій Шабан разом із головою громадської організації «Алем» Есмою Аджієвою. Крім того, участь у презентації також взяли т. в. о. Міністра культури та інформаційної політики України Ростислав Карандєєв, директор з питань співробітництва Посольства Швейцарії в Україні Андреас Хубер. Монета входить до серії «Українська спадщина».

## Опис та характеристики монети
| Номінал грн. | Метал      | Маса, грам | Діаметр, мм. | Якість виготовлення       | Гурт     | Тираж, штук |
| ------------ | ---------- | ---------- | ------------ | ------------------------- | -------- | ----------- |
| 5            | нейзильбер | 16.54      | 35,0         | спеціальний анциркулейтед | рифлений | 75 000      |

### Аверс
На аверсі монети у центрі композиції зображено кримськотатарську вишивальницю (наґишчи (nağışçı)) яка схилилася над вишивальним верстатом. Від майстрині в різні боки розквітають паростки орнаменту, що символізує безперервність традиції, її невпинне продовження талановитими нащадками. Угорі розміщено написи «УКРАЇНА», нижче «ÖRNEK» / «ОРЬНЕК», малий Державний Герб України, номінал та графічний символ гривні, а також рік карбування — 2024.

### Реверс
На реверсі монет на дзеркальному тлі рельєфно відтворено орнамент. В центрі орнаменту розташовані взаємопов'язані елементи, які відображають глибокий символізм родинних зв'язків. Ця сім'я складається зі знаків чоловіка, жінки та їхнього спільного дому. По обидва боки центральної вертикалі розташовані символи дітей. Усі разом вони створюють повноцінний орнамент.

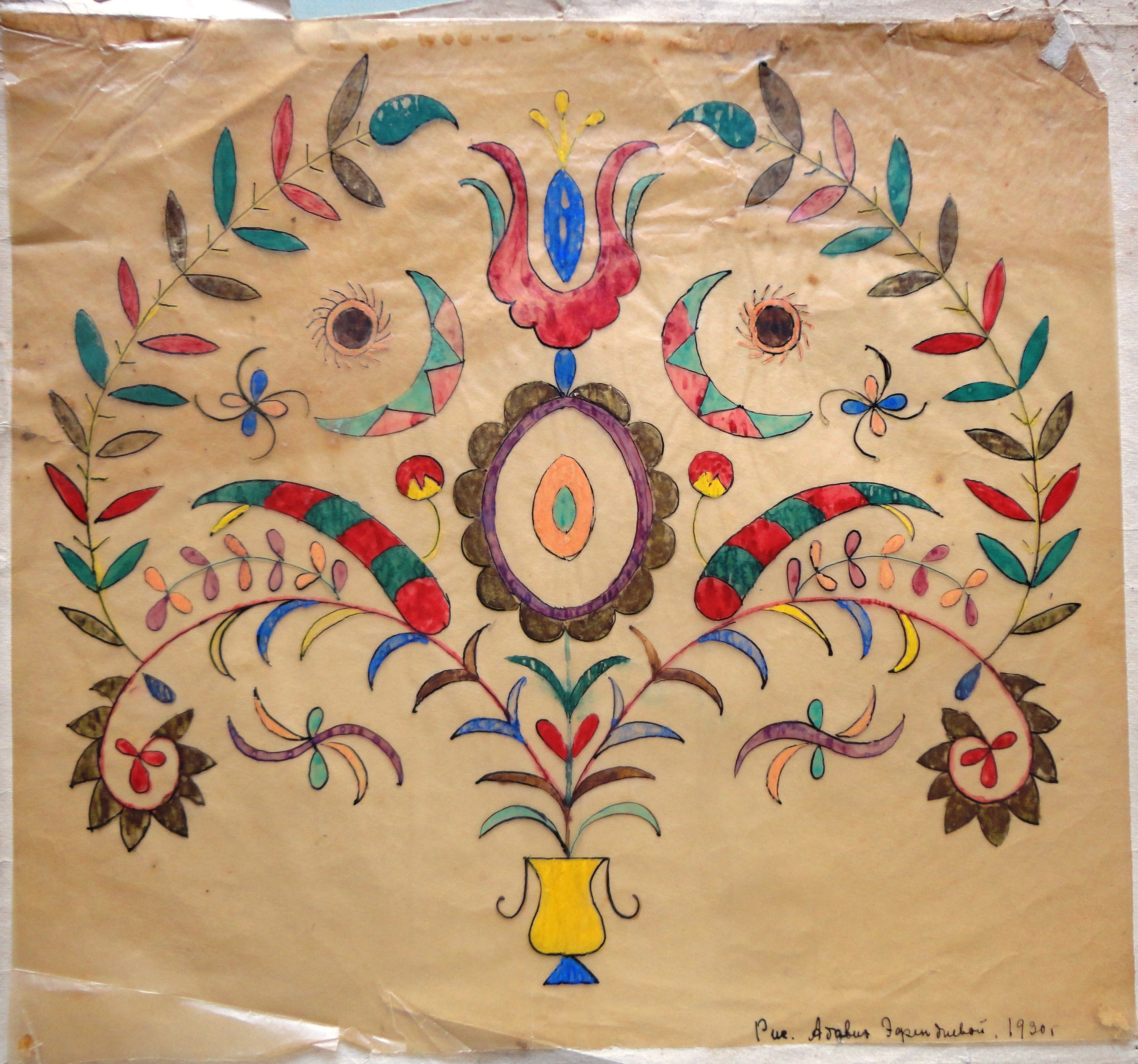
Орнамент Орьнек у виконанні Адавіє Ефендієвої

## Автори
- Художники: автор ескізу — Есма Аджієва (голова громадської організації «Алєм»); адаптація дизайну — Олександра Кучинська;

- Скульптори: Дем'яненко Володимир, Демяненко Анатолій.[1][3][6]

## Вартість монети
Під час введення монети в обіг 2024 року, Національний банк України реалізовував монету за ціною 165 гривень.
Фактична приблизна вартість монети, з роками змінювалася так:
| Рік       | 2025 | 2026 | 2027 |
| --------- | ---- | ---- | ---- |
| Ціна, грн | 240  |      |      |